# اسکار دیاز (بازیکن فوتبال اسپانیا)
اسکار دیاز گونزالس (انگلیسی: Óscar Díaz González؛ زادهٔ ۲۴ آوریل ۱۹۸۴) بازیکن فوتبال اهل اسپانیا است که در پست‌های وینگر چپ و مهاجم برای باشگاه الدنسه بازی می‌کند.
از باشگاه‌هایی که در آن بازی کرده‌است می‌توان به لوگو، مایورکا، نومانسیا، رکریتیوو اوئلوا، رئال مادرید کاستیا، رئال وایادولید، ژیرونا، آلمریا، آلکورکون، الچه، سلتاویگو، و خرز اشاره کرد.